# Чанниково (Воскресенський район)
Чанниково (рос. Чанниково) — присілок в Воскресенському районі Нижньогородської області Російської Федерації.
Населення становить 23 особи. Входить до складу муніципального утворення Богородська сільрада.

## Історія
Від 2009 року входить до складу муніципального утворення Богородська сільрада.

## Населення
| 1999 | 2002 | 2010 |
| ---- | ---- | ---- |
| 48   | ↘47  | ↘23  |